# Vedro Polje, Bihać
Vedro Polje (v cirilici: Ведро Поље), je mestna četrt Bihaća v Bosni in Hercegovini, pred letom 1991 je bilo samostojno naselje. 

## Prebivalstvo
| Pregled števila prebivalcev po letih | Pregled števila prebivalcev po letih | Pregled števila prebivalcev po letih | Pregled števila prebivalcev po letih | Pregled števila prebivalcev po letih |
| ------------------------------------ | ------------------------------------ | ------------------------------------ | ------------------------------------ | ------------------------------------ |
| 1948                                 | 1953                                 | 1961                                 | 1971                                 | 1981                                 |
| -                                    | -                                    | -                                    | 630                                  | 685                                  |

| Narodna sestava prebivalstva po letih                                                                                      | Narodna sestava prebivalstva po letih                                                                                       | Narodna sestava prebivalstva po letih |
| --- | --- | ------------------------------------- |
| 1971 | 1981 |                                       |
| . skupaj: 630 Hrvati 622 (98,73 %) Srbi 2 (0,31 %) Muslimani 0 (0,00 %) Jugoslovani 4 (0,63 %) drugi in neznano 2 (0,31 %) | . skupaj: 685 Hrvati 647 (94,45 %) Srbi 5 (0,72 %) Muslimani 0 (0,00 %) Jugoslovani 31 (4,52 %) drugi in neznano 2 (0,29 %) |                                       |